# Michał Butkiewicz
Michał Butkiewicz (Varsovia, 18 de agosto de 1942) es un deportista polaco que compitió en esgrima, especialista en la modalidad de espada.
Participó en los Juegos Olímpicos de México 1968, obteniendo una medalla de bronce en la prueba por equipos. Ganó una medalla de plata en el Campeonato Mundial de Esgrima de 1970.

## Palmarés internacional
| Juegos Olímpicos   | Juegos Olímpicos          | Juegos Olímpicos  | Juegos Olímpicos   |
| Año                | Lugar                     | Medalla           | Prueba             |
| ------------------ | ------------------------- | ----------------- | ------------------ |
| 1968               | Ciudad de México (México) | Medalla de bronce | Espada por equipos |
| Campeonato Mundial |                           |                   |                    |
| Año                | Lugar                     | Medalla           | Prueba             |
| 1970               | Ankara (Turquía)          | Medalla de plata  | Espada por equipos |